# Witnekkaalkopkraai
De  witnekkaalkopkraai (Picathartes gymnocephalus) is een soort uit de monotypische familie Picathartidae en het geslacht kaalkopkraaien. Het is een voor uitsterven kwetsbare vogelsoort uit West-Afrika. De vogel werd in 1825 door Coenraad Jacob Temminck beschreven als Corvus Gymnocephalus (kaalkopkraai).

## Kenmerken
De vogel is 33 tot 38 cm lang, het is een betrekkelijk grote vogel die een beetje op een kraai lijkt, maar niet meer tot die clade wordt gerekend. De vogel lijkt sterk op de grijsnekkaalkopkraai, maar die heeft een andere kopkleur. De witnekkaalkopkraai is overwegend geel  met twee grote zwarte vlekken aan weerszijden op de achterkant van de kop. De grijsnekkaalkopkraai heeft blauw, zwart en karmozijnrood op de kop. De nek en borst en de buik van de witnekkaalkopkraai zijn verder wit. De roep is laag en kwakend.

## Verspreiding, leefgegebied en leefwijze
De witnekkaalkopkraai komt voor in Guinee, Sierra Leone (het Gola Forest, Freetown-schiereiland, Lomagebergte, heuvelland van Kambui, Kangari en Dodo), Liberia (hooglanden in het noorden), Ivoorkust (Mont Niénokoué in Nationaal Park Taï, Mont Peko Lamto en Mont Nimba). Het leefgebied bestaat uit natuurlijk, tropisch regenbos in heuvelig en rotsig terrein, vaak in de buurt van stromend water. De vogel maakt nesten met natte modder in rotswanden. De vogel foerageert springend over de grond op zoek naar insecten, kikkers en slakken.
In Ghana waren tot in de 1960 veel waarnemingen, daarna tot 2003 geen betrouwbare waarnemingen meer. Een Amerikaans team van onderzoekers vond toen op zeven verschillende plaatsen witnekkaalkopkraaien. In Sierra Leone wordt de populatie geschat op ca. 1400 paar en in Liberia op 1000 paren.

## Status
In 2016 schatte BirdLife International de wereldpopulatie op 3,5 tot 15 duizend individuen. De witnekkaalkopkraai wordt bedreigd door habitatverlies. In Ghana wordt het leefgebied ernstig bedreigd door de mijnbouw (goud, mangaan en bauxiet) of door omzetting van bos naar landbouwgrond. Daarnaast is er illegale vogelvangst (met strikken en vallen). Daarom staat deze vogelsoort als kwetsbaar op de rode lijst en is de handel formeel verboden, want de soort staat in de Bijlage I van het CITES-verdrag.